# 約翰·拉蒙

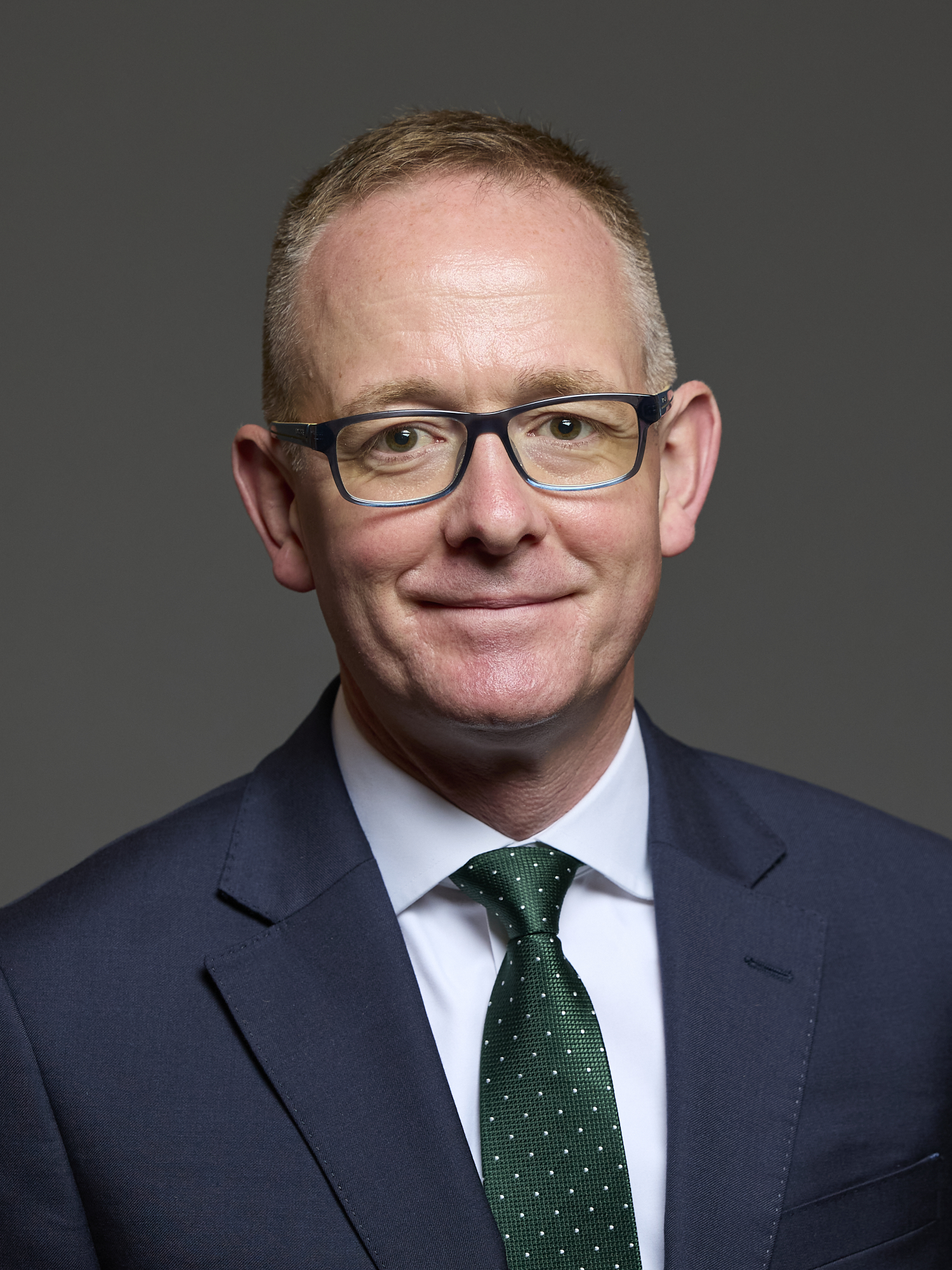
約翰·拉蒙

約翰·拉蒙（英語：John Lamont；1976年4月15日—）是英國蘇格蘭的一位政治人物，黨籍是保守黨。自2017年開始，他是貝里克郡、羅克斯堡和塞爾扣克選區選出的英國眾議院議員。在2007年至2017年，他曾是蘇格蘭議會的議員。拉蒙出生在基爾溫寧，畢業於格拉斯哥大學。他也是英國唯一一位完成過鐵人三項的政治人物。

## 外部連結
- johnlamont.org （页面存档备份，存于） Website of John Lamont MP
- 英国的個人檔案
- 公鞭記載的投票紀錄
- TheyWorkForYou記載的紀錄
- John Lamont MSP Biography Biography at Scottish Conservatives website
- John Lamont MSP （页面存档备份，存于） Scottish Parliament biography